# Euxoa aequicuspis
Euxoa aequicuspis är en fjärilsart som beskrevs av George Francis Hampson 1903. Euxoa aequicuspis ingår i släktet Euxoa och familjen nattflyn. Inga underarter finns listade i Catalogue of Life.

## Bildgalleri

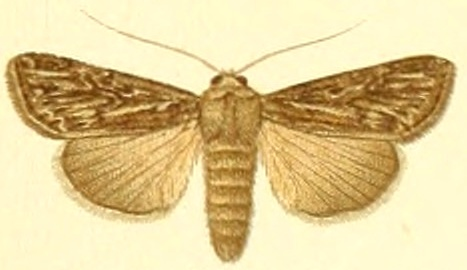